# Александер Зульцер
Александер Зульцер (нім. Alexander Sulzer; 30 травня 1984, м. Кауфбойрен, ФРН) — німецький хокеїст, захисник.
Виступав за: ХК «Кауфбойрен», «Гамбург Фрізерс», «Дюссельдорф Метро Старс», «Мілвокі Едміралс» (АХЛ), «Нешвілл Предаторс», «Флорида Пантерс», «Ванкувер Канакс», «Баффало Сейбрс», «Кельнер Гайє».
В чемпіонатах НХЛ — 80 матчів (2+8).
У складі національної збірної Німеччини учасник зимових Олімпійських ігор 2006 і 2010 (9 матчів, 0+1), учасник чемпіонатів світу 2005, 2006 (дивізіон I), 2007 і 2010 (18 матчів, 0+2). У складі молодіжної збірної Німеччини учасник чемпіонатів світу 2003 і 2004 (дивізіон I).